# Gomphandra petelotii
Gomphandra petelotii là một loài thực vật có hoa trong họ Stemonuraceae. Loài này được Merr. mô tả khoa học đầu tiên năm 1942.